# نديم الملاح
نديم الملاح مذيع أردني جده العلامة الشيخ نديم الملاح قدم إلى الأردن من مدينة طرابلس اللبنانية، ولد في الأردن بتاريخ 02-04-1976 ويعمل حاليا بقناة الجزيرة الفضائية كمذيع أول للنشرات الاقتصادية منذ عام 2001 وقد سبق له العمل كمذيع ومحرر ومراسل اقتصادي في التلفزيون الأردني في الفترة 1999 - 2001 كما وعمل محررا اقتصاديا في جريدة الدستور الأردنية من 1998 - 1999 وهو حاصل على بكالوريوس صحافة وإعلام تخصص إذاعة وتلفزيون من جامعة اليرموك عام 1998. حائز على جائزة الصحفي محمد أمين للصحافة الاقتصادية عام 2009 من قبل الملتقى الإعلامين العرب